# Krapovickasia urticifolia
Krapovickasia urticifolia är en malvaväxtart som först beskrevs av St.-hilaire, och fick sitt nu gällande namn av P.A. Fryxell. Krapovickasia urticifolia ingår i släktet Krapovickasia och familjen malvaväxter. Inga underarter finns listade i Catalogue of Life.